# Ufficio europeo per l'obiezione di coscienza
L'Ufficio europeo per l’obiezione di coscienza (European Bureau for Conscientious Objection - EBCO) è un’organizzazione europea, fondata nel 1979 e con sede a Bruxelles, che raccoglie organizzazioni pacifiste nazionali che sostengono obiettori di coscienza.
Ha lo scopo di organizzare campagne di solidarietà per gli obiettori di coscienza che sono costretti ad affrontare procedimenti legali in Paesi europei e di fare pressione per la difesa dei loro diritti all'interno delle istituzioni europee. Insieme a War Resisters' International, organizzazione che è anche uno dei suoi membri, è considerata una delle principali ONG internazionali che lavorano sull'obiezione di coscienza.

## Obiettivi
EBCO si propone di difendere il diritto di obiezione di coscienza come diritto umano a ripudiare la guerra e qualsiasi altra attività militare a livello nazionale ed internazionale. Fa pressione per il diritto d'asilo degli obiettori di coscienza i cui governi non riconoscono il diritto ad obiettare. Promuove tagli ai bilanci militari a favore della spesa sociale, la cessazione immediata del reclutamento di qualsiasi individuo nelle forze armate, l'abolizione del servizio militare obbligatorio e l'introduzione dell'educazione alla pace nel sistema scolastico.

## Attività
L'organizzazione crea una rete di collegamento tra le organizzazioni nazionali di Belgio, Bulgaria, Cipro, Francia, Finlandia, Georgia, Germania, Grecia, Italia, Lituania, Russia, Spagna, Svizzera, Turchia, Ucraina e Regno Unito. Dall'ottobre 2023, il tedesco Alexia Tsouni ricopre il ruolo di presidente dell'organizzazione.
Nel 1985, EBCO ha istituito, insieme a War Resisters' International, la Giornata Internazionale degli Obiettori di Coscienza (CO day) per il 15 maggio. In questa giornata, si celebrano coloro che hanno fatto e fanno resistenza alla guerra, si rifiutano di far parte di organizzazioni militari e si battono affinche' questo diritto sia riconosciuto a livello globale.
L'organizzazione ha fatto pressioni affinché i Paesi europei firmassero e ratificassero il Protocollo Facoltativo sul Coinvolgimento dei Bambini nei Conflitti Armati durante Convenzione sui diritti dell'infanzia.
EBCO prepara relazioni e fa ricerca sull'obiezione di coscienza in Europa. Dal 2008, prepara relazioni annuali sull'obiezione di coscienza ed il servizio civile per la Commissione per le Libertà Civili, Giustizia e Affari Interni del Parlamento Europeo.
Dal 1995 EBCO è membro a pieno titolo del Forum Europeo della Gioventù, dal 1998 ha lo status di partecipante al Consiglio d'Europa e dal 2005 è membro della Conferenza delle ONG Internazionali del Consiglio d'Europa.
Dal 2021 EBCO aderisce agli Standard Internazionali sull'Obiezione di Coscienza al Servizio Militare, pubblicati sempre nel 2021 dall'Ufficio Quaker delle Nazioni Unite e disponibili in inglese, spagnolo, russo e francese. Il documento tiene conto degli sviluppi negli standard internazionali a partire dal 2015, ed illustra i modi in cui l’obiezione di coscienza è stata riconosciuta nei trattati sui diritti umani e tutelata attraverso gli opportuni meccanismi di protezione.